# Battaglia di San Felice
La battaglia di San Felice fu uno scontro militare avvenuto il 25 novembre 1332 a San Felice sul Panaro, nell'attuale provincia di Modena.
Il futuro imperatore del Sacro Romano Impero Carlo IV di Lussemburgo, all'epoca sedicenne e al comando di un esercito di cinquemila soldati boemi e tedeschi, vinse la sua prima battaglia, sconfiggendo la Lega di Castelbaldo composta da una coalizione ghibellina di Estensi, Scaligeri e Gonzaga. Nonostante la giovane età, le ferite subite e la morte del proprio cavallo, il futuro imperatore dimostrò una grande preparazione militare nel combattere e vincere la sua prima battaglia. La battaglia avvenne nel giorno di Santa Caterina d'Alessandria, martire a cui l'imperatore rimase sempre molto devoto per tutta la vita, promuovendo molte opere d'arte dedicate alla santa.

## Storia

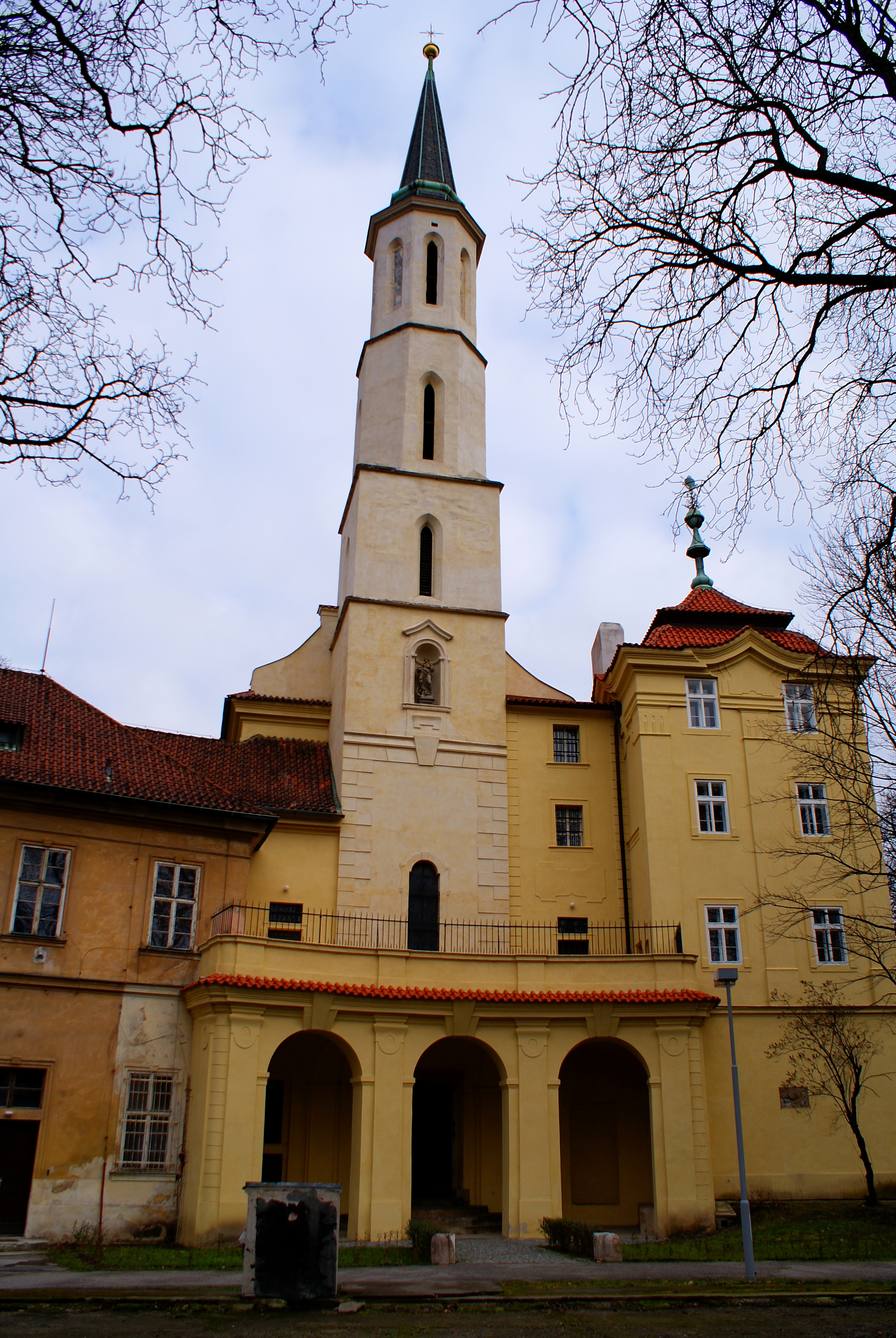
Chiesa di Santa Caterina a Praga, commissionata da Carlo IV dopo la vittoria a San Felice sul Panaro

Le ricche città dell'Italia settentrionale avevano continui litigi tra di loro, cosicché una parte di esse chiese aiuto al re boemo Giovanni di Lussemburgo perché venisse a portare ordine tra di loro. Il re accettò l'invito, avendo grandi interessi nei territori italiani: la famiglia del Lussemburgo infatti possedeva diverse signorie in pericolo. Tuttavia, alcune città non erano d'accordo con questa soluzione e concepirono una resistenza segreta contro Giovanni di Lussemburgo e le sue truppe.
Nell'autunno del 1332, le truppe delle città anti-lussemburghesi tentarono di conquistare, dopo Brescia e Bergamo, anche la città di Modena. Nel mese di settembre, Rinaldo d'Este, Alberto della Scala e Guido Gonzaga entrarono nel modenese con un copioso esercito, occupando la corte di Quarantoli e la torre di Cividale, oltre ad altri luoghi tra i fiumi Secchia e Panaro, ponendo poi sotto assedio il castello di San Felice sul Panaro che fu flagellato continuamente con sette mangani. Nel frattempo, gran parte di queste truppe proseguirono verso Modena, ma dopo un assedio infruttuoso durato sei settimane, dovettero ritornare verso San Felice, la cui guarnigione era alleata dei lussemburghesi.
Manfredo Pio, consapevole che non sarebbe riuscito a difendere il castello a lungo, riuscì a mettere in discordia Alberto della Scala con il comandante estense Giovi da Camposampiero, le cui truppe fecero ritorno a Ferrara. Mastino della Scala, adirato per l'improvvisa ritirata del fratello, inviò altri soldati e cavalieri guidati da Guglielmo Cavazza, in attesa dell'arrivo di Rinaldo d'Este che riprese l'assedio il 10 novembre, scavando tutto intorno alla fortezza una trincea larga dodici braccia e profonda sette.
I sanfeliciani, stremati, concordarono con gli assedianti che, qualora non avessero ricevuto l'aiuto dei lussemburghesi entro un mese, si sarebbero arresi ai signori della Lega di Castelbaldo.
Il futuro re e imperatore Carlo IV, all'epoca sedicenne, partì il 23 novembre con il suo esercito da Parma in soccorso del castello di San Felice per conto del padre Giovanni di Lussemburgo. Dopo essersi accampato a Sorbara il 24 novembre, decise di attaccare i nemici proprio l'ultimo giorno, cioè il 25 novembre 1332, il giorno di Santa Caterina d'Alessandria. Gettato il guanto di sfida, gli eserciti si incontrarono nelle campagne aperte di Campo di Pozzo. Intorno alle due, Carlo di Lussemburgo iniziò una battaglia con 1 200 cavalieri (secondo altre fonti, 800 cavalieri o addirittura 200) e 6 000 fanti, e la feroce battaglia durò anche dopo il tramonto, ovvero dopo le 4 del pomeriggio.

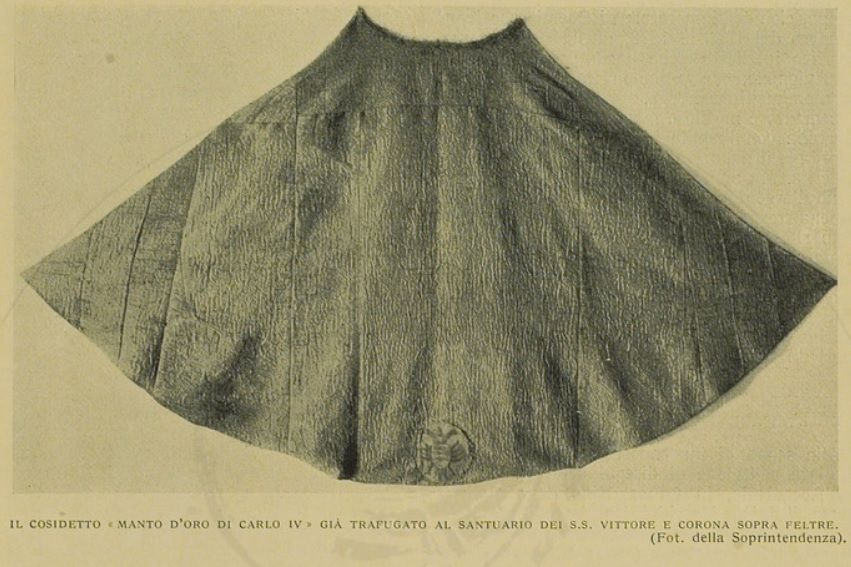
Il manto d'oro di Carlo IV indossato durante la battaglia di San Felice, oggi esposto al Museo civico di Feltre.

Durante la battaglia furono uccisi quasi tutti i cavalli, compreso quello di Carlo IV. Lo stesso Carlo fu ferito alla spalla e la squadra lussemburghese sembrò perdere la battaglia. All'improvviso però accadde un miracolo: la divisione nemica mantovana iniziò a fuggire dal combattimento, e poi un'altra la seguì. L'esercito di Carlo iniziò allora ad inseguirli e catturò un gran numero di nemici in fuga, forse fino a 800 cavalieri nemici. Inoltre, le truppe di Carlo uccisero altri 5 000 fanti. Dopo la battaglia, Carlo, insieme a duecento uomini coraggiosi, fu nominato cavaliere. Al fianco di Carlo IV vi furono, tra gli altri, Raimondino Lupi e Marsilio de' Rossi.
Il comandante dell'esercito estense, Giovi da Camposampiero, fu fatto prigioniero insieme ad altre centinaia di militari (tra cui Fino Macaruffi, Bartolomeo Boschetti e Paolo Padelli) e in seguito ottenne la libertà solo dopo aver pagato la somma di 3 000 fiorini.

## Ricordo
Per commemorare la sua prima vittoria in battaglia e ringraziare la sua santa protettrice, Carlo IV commissionò la costruzione della Chiesa di Santa Caterina a Praga.
Il mantello indossato da Carlo IV durante la battaglia di San Felice fu donato alla fine di ottobre del 1354 dal re di Boemia ai frati della basilica santuario dei Santi Vittore e Corona di Feltre, in cambio delle sacre reliquie di questi due santi, che furono poi portate nella cattedrale di San Vito a Praga. Il manto d'oro di Carlo IV è oggi esposto presso il museo civico di Feltre.